# Ioannis Maravelakis
Ioannis „Giannis“ Maravelakis (griechisch Ιωάννης „Γιάννης“ Μαραβελάκης, * 29. April 1988) ist ein ehemaliger griechischer Bahn- und Straßenradrennfahrer.

## Sportliche Laufbahn
Ioannis Maravelakis wurde 2006 griechischer Junioren-Bahnradmeister in der Einer- und in der Mannschaftsverfolgung. Im Jahr darauf wurde er Mannschaftsverfolgungsmeister in der Elite-Klasse. Auf der Straße wurde er 2006 nationaler Juniorenmeister im Zeitfahren. Ab 2007 fuhr Maravelakis für das Continental Team Technal Kastro und gewann er den Zeitfahrtitel in der U23-Klasse. Anschließend beendete er seine Radsportlaufbahn.

## Erfolge

### Straße
2006
- Griechischer Junioren-Meister – Einzelzeitfahren

2007
- Griechischer U23-Meister – Einzelzeitfahren

### Bahn
2006
- Griechischer Junioren-Meister – Einerverfolgung, Mannschaftsverfolgung

2007
- Griechischer Meister – Mannschaftsverfolgung (mit Fotis Antonarakis, Aggelis Armenatzoglou und Ioannis Passadakis)

## Teams
- 2007 Technal Kastro